# 孟家岗镇
孟家岗镇，是中华人民共和国黑龙江省佳木斯市桦南县下辖的一个乡镇级行政单位。

## 行政区划
孟家岗镇下辖以下地区：
保丰村、永丰村、永安村、太安村、兴龙村、楼山村、秋丰村、铁岭村、先进村、红日村、长安村、群英村、功兴村、东胜村、八虎力村、建国村、建华村、黎明村、平安村、西平村、腰梨树村、中平村、中心村和朱家村。